# Sedan (Australie-Méridionale)
Pour les articles homonymes, voir Sedan (homonymie).
Sedan est une ville rurale d'Australie-Méridionale. 

## Géographie
Elle est située à environ 100 kilomètres à l'est d' Adélaïde et à environ 20 km à l'ouest de le Murray coule vers l'ouest venant de Nouvelle-Galles du Sud et du Victoria, puis tourne vers le sud à proximité de la chaîne. Le Murray serpente dans les monts chaîne du mont Lofty (Mount Lofty Ranges), une chaîne de montagnes qui  s'étend de l'extrémité sud de la péninsule Fleurieu (à Cape Jervis) sur plus de  300 km vers le nord avant de disparaître au nord de Peterborough (Australie-Méridionale). Dans les environs d'Adélaïde, elle sépare les plaines d'Adélaïde des vastes plaines qui entourent le Murray et s'étirent vers l'est jusqu'au Victoria.

## Voies de communication et transports

### Réseau ferroviaire

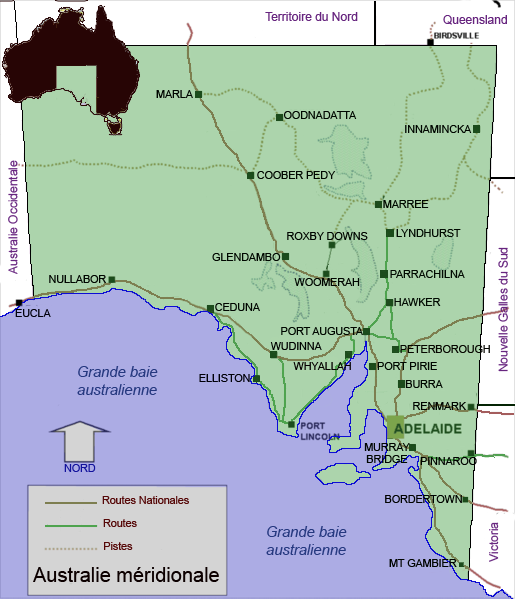
Australie méridionale

Sedan était le terminus de la ligne Sedan des chemins de fer d'Australie du Sud , qui a ouvert ses portes le 13 octobre 1919 et a été raccourcie à Cambrai en 1964,,. 
La ligne Sedan a ouvert Monarto South à Sedan le 13 octobre 1919 Les stations d'origine étaient à Pallamana, Tepko, Apamurra, Milendella, Sanderston, Kanappa, Cambrai et Sedan, avec des bâtiments de gare et des installations de chargement de bétail à Appamurra, Cambrai et Sedan,,,.

### Réseau routier
Sedan se trouve à la jonction de la Stott Highway, qui relie la Vallée de la Barossa à l'ouest à la rivière  Murray et Riverland à l'est, avec la route de Halfway House, un axe de liaison nord-sud entre les autoroutes Sturt Highway et Princes Highway dans les plaines.

## Histoire

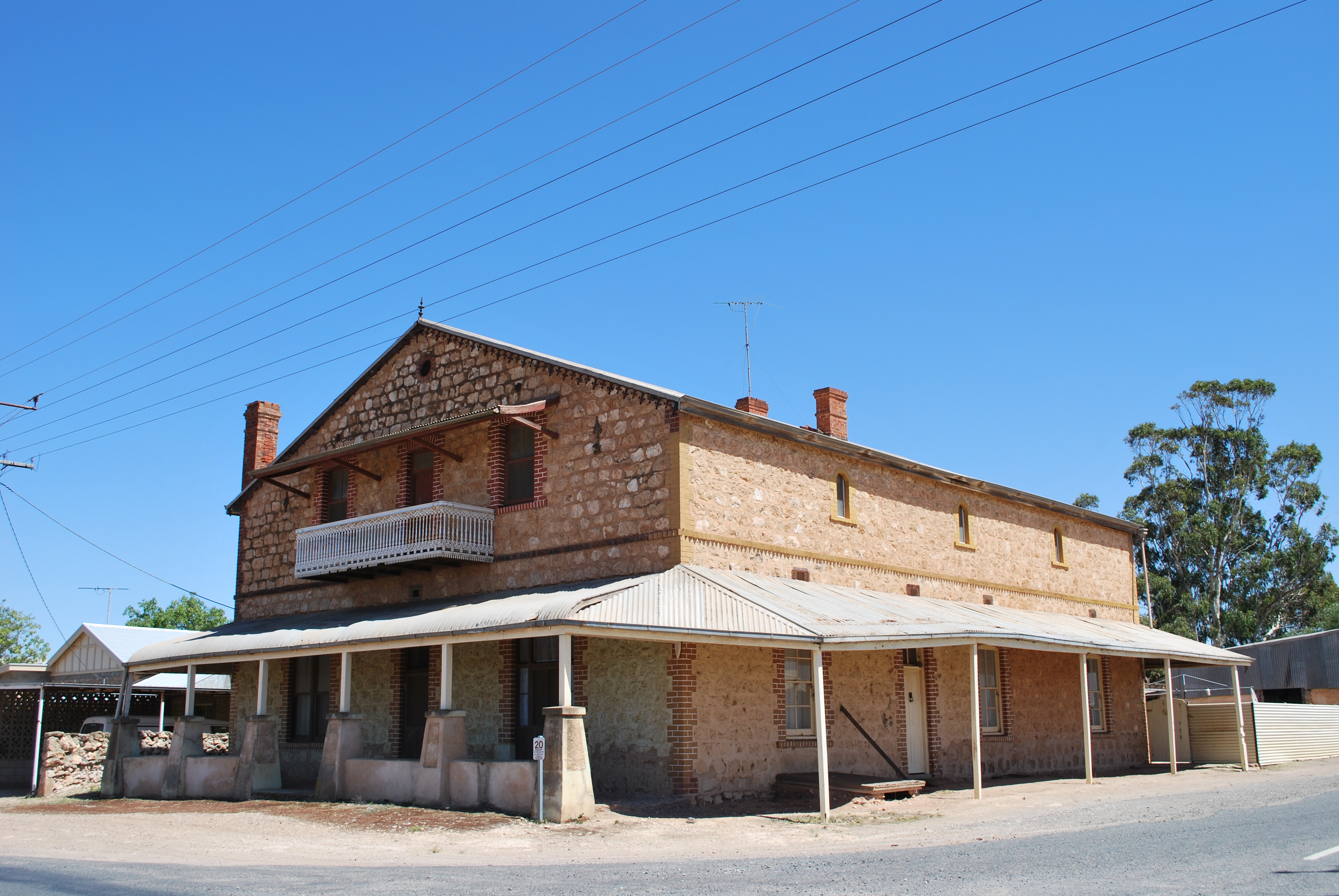
Ancienne maison d'hôtes à Sedan

La situation de la ville de Sedan, à proximité de  Princes Highway est un carrefour essentiel de Australie-Méridionale, bien que ces routes sont plus lentes et les connexions aux sections suspendues de l'itinéraire d' origine sont pauvres dans de nombreux cas. En raison de la nature rurale et des volumes de circulation plus faibles, ce sont des routes plus pittoresques et plus tranquilles que les principaux grands axes de la région.
Entourée de murs de pierres sèches construits par les premiers colons, la ville historique de Sedan abrite de nombreux bâtiments du XIXe siècle en excellent état. Le Sedan Heritage Trail ( Sentier du patrimoine de la berline) est un moyen de découvrir la ville historique de Sedan. Autrefois une ville ferroviaire animée , dotée d'un moulin à farine à vapeur et d'une usine de machines agricoles, Sedan a été colonisée dans les années 1850 par des colons allemands. La ville était à l'origine une subdivision privée de la section No 52, et nommée pour la bataille de Sedan pendant la guerre franco-prussienne.
Lorsque le conseil de district fusionné de Keyneton et de Swan Reach a été créé en 1933, Sedan a été choisi pour être le siège du conseil. Plus tard, le nom du conseil a été changé pour refléter le siège, devenant le Conseil de district de Sedan.

### Pine Hut Creek

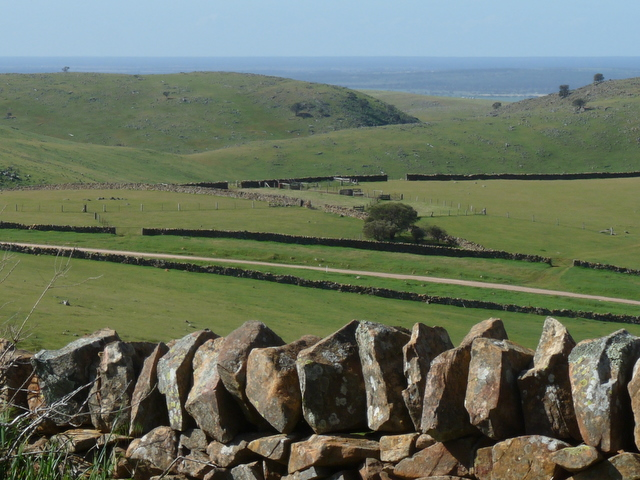
Murs de pierres sèches sur Pine Hut Rd, au sud de Keyneton.

Pine Hut Creek et Pine Hut Plain sont des lieux chargés d'histoire et riches d'un passé culturels dans ces contrées situées au sud du canton dans la localité de Sedan. Dans ces zones presque inhabitée, la est densité de moins de deux habitants par mile carré. 
- Il y avait autrefois une école de l'Église congrégationaliste qui a fermé en 1880[10],
- Une école publique de 1900 à 1910[11],
- Un petit cimetère qui n'est plus utilisé[12].